# 弗洛拉 (克拉斯尼奧克尼區)
47°35′28″N 29°28′50″E / 47.59111°N 29.48056°E
弗洛拉（烏克蘭語：Флора）是位於烏克蘭西南部的村莊，由敖德萨州波季利斯克区的奧克尼市鎮負責管轄。該村始建於1771年，面積1.48平方公里，海拔高度81米，2001年人口519，人口密度每平方公里350.68人。